# Alistra inanga
Alistra inanga là một loài nhện trong họ Hahniidae.
Loài này thuộc chi Alistra. Alistra inanga được Raymond Robert Forster miêu tả năm 1970.